# Elephantinosoma cogani
Elephantinosoma cogani är en tvåvingeart som beskrevs av Wayne N. Mathis och Deeming 1987. Elephantinosoma cogani ingår i släktet Elephantinosoma och familjen vattenflugor.
Artens utbredningsområde är Nigeria. Inga underarter finns listade i Catalogue of Life.